# Earl McCullouch
Earl R. McCullouch (Clarksville, 10 gennaio 1946) è un ex giocatore di football americano, ostacolista e velocista statunitense che ha giocato nel ruolo di wide receiver nella National Football League (NFL).
Fu scelto come ventiquattresimo assoluto del Draft NFL 1968 dai Detroit Lions. Al college giocò a football alla University of Southern California.

## Carriera
McCullouch fu scelto come 24º assoluto del Draft 1968, uno dei cinque giocatori di USC ad essere scelti nel primo giro. Nella sua prima stagione ricevette 680 yard e segnò cinque touchdown, venendo premiato come rookie offensivo dell'anno. Giocò coi Lions per le prime sei stagioni della carriera, chiudendo con un'ultima annata ai New Orleans Saints nel 1974 in cui disputò solo tre partite.
Prima della carriera nel football raggiunse la notorietà nell'atletica leggera: specialista dei 110 metri ostacoli, vinse le medaglie d'oro ai V Giochi panamericani di Winnipeg nei 110 m ostacoli e nella staffetta 4×100 metri.

## Football americano

### Palmarès
- Rookie offensivo dell'anno - 1968

### Statistiche
| Yard ricevute          | 2.319 |
| Touchdown su ricezione | 19    |

## Atletica leggera

### Palmarès
| Anno | Manifestazione      | Sede     | Evento   | Risultato | Prestazione | Note |
| ---- | ------------------- | -------- | -------- | --------- | ----------- | ---- |
| 1967 | Giochi panamericani | Winnipeg | 110 m hs | Oro       | 13"49       |      |
| 1967 | Giochi panamericani | Winnipeg | 4×100 m  | Oro       | 39"05       |      |